# Limousine (poule)
La limousine est une race de poule domestique originaire du Limousin et spécialement du département actuel de la Corrèze. Elle existe depuis la nuit des temps et elle est bien connue pour son coq, dit « coq de pêche du Limousin », dont les plumes sont utilisées par les pêcheurs comme leurres (mouches),.

## Description
Il s'agit d'une poule rustique issue des races locales anciennes du Limousin, notamment des terres granitiques de Haute-Corrèze. Le plumage est le plus souvent bleu ou gris, virant avec l'âge au gris miellé. Le plumage de la poule peut être cendré, tacheté. Le camail est plus foncé. Il existe une variété blanche tachetée. Le standard français reconnaît les couleurs suivantes : bleu, noir, bleu à parures colorées, noir à camail teinté de roux.
La tête est moyenne avec une arcade sourcilière marquée et une crête rouge dentée bien droite. Les oreillons sont rouges ainsi que les barbillons qui sont bien développés. Le bec est court et fort, les yeux rouge orangé.
Le corps, large et solide, est bien formé à la poitrine proéminente. Le dos est légèrement incliné. Les cuisses sont bien dégagées.
Les tarses gris rosé sont plutôt fins. Les ergots sont puissants.
La Limousine est une poule de taille moyenne dont il existe de grands spécimens et une variété naine. Les bagues d'identification conseillées sont du diamètre 16 à 18 pour les grandes poules ! 
La poule pond de 170 à 200 œufs par an d'un blanc rosé, pesant 55 grammes environ et pouvant dépasser quelquefois les 100 grammes !
Le standard est homologué en 1991. La race est reconnue internationalement depuis 1992.

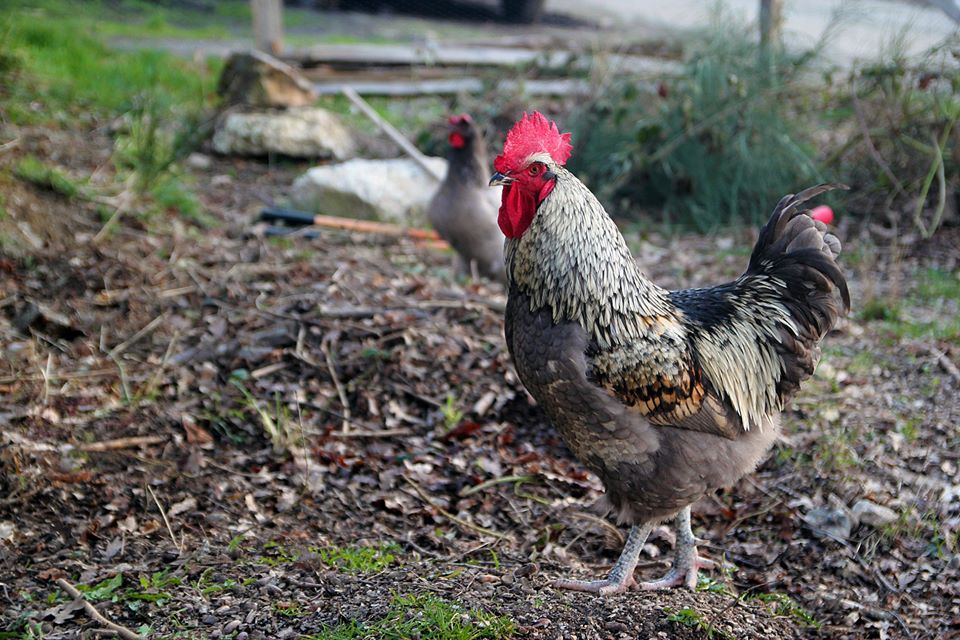
Coq Limousin bleu à parures colorées grande race

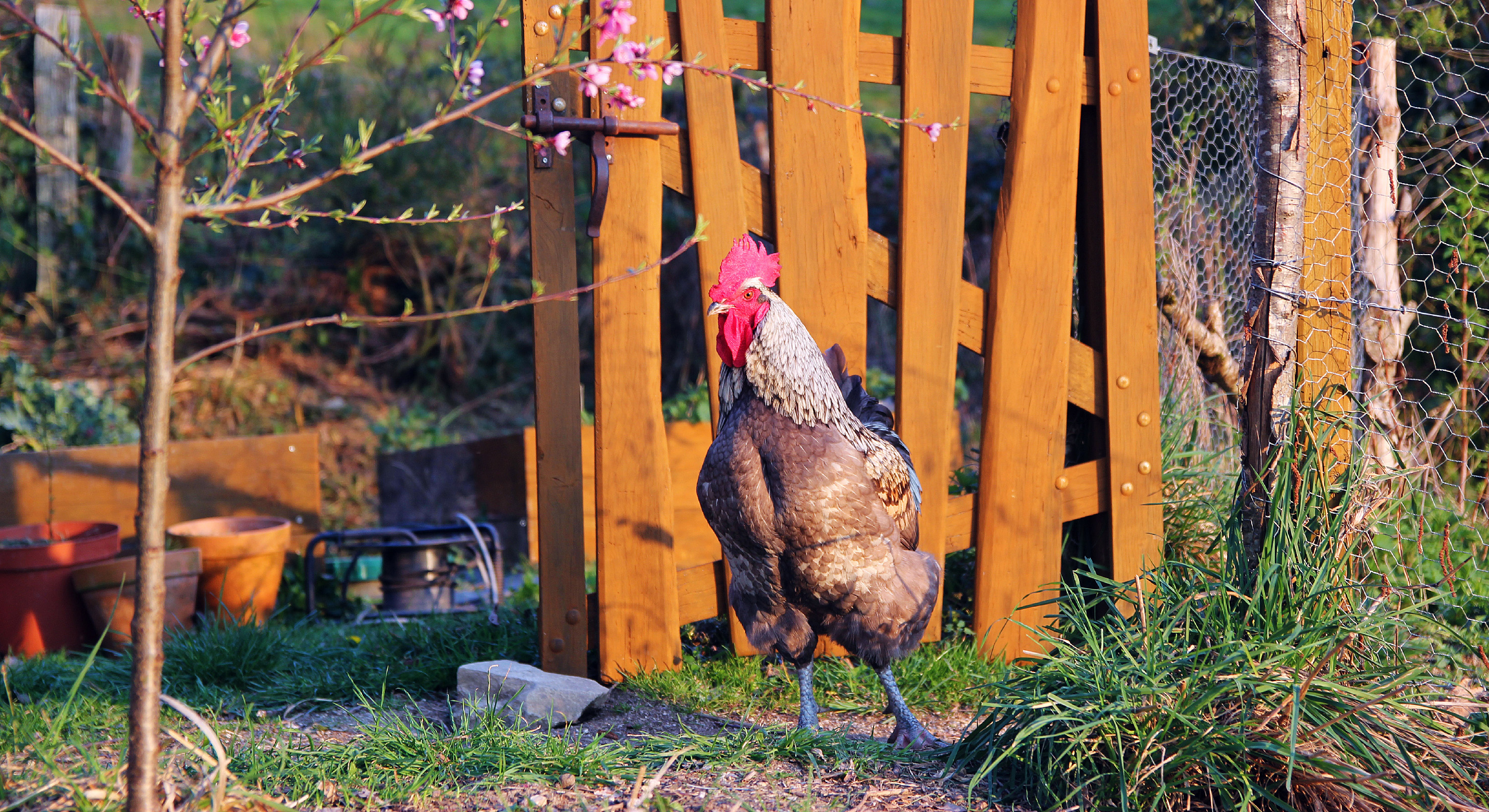
Coq de race poule limousine de 4,5 kg

## Concours
Il existe un concours tous les 1ers mai depuis 1978 à Neuvic d'Ussel en Corrèze où les plus beaux spécimens sont primés.